# تل الملح
تل الملح وتقع القرية  شمال غرب مطار نبطيم العسكري وذلك على خطوط عرض/ طول: 571328/ 200185، حيث تحدها من الغرب قرية الغراء وتحيط بها من الشمال سلسلة جبلية وقسم كبير من أراضي القرية داخل مسطح المطار.

## نبذة تاريخية
يقال بان قرية تل الملح سميت بهذا الاسم نسبة لوجود آثار وقبور عربية تدل على وجود مدينة قديمة ذكرت باسم الملح، ويوجد فيها بئرين ماء الأولى كبيرة وقديمة كان السكان يشربون منها ويسقون ماشيتهم والثانية هدمت بعد الاحتلال البريطاني للمنطقة ومكانها أقيمت محطة شرطة للمحافظة على الأمن في المنطقة أما اليوم فقرية تل الملح يتهددها خطر الترحيل بعد أن تم مصادرة قسم كبير من أراضيها بما في ذلك البئر التاريخية التي ما زالت عامرة بالماء إلى يومنا هذا وذلك لصالح المطار العسكري الذي أقيم بعد معاهدة السلام مع مصر أواخر سنوات السبعين.
بير الملح هو عبارة عن نبع ما زالت المياه تجري فيه إلى يومنا هذا وكانت تاتيه الناس من معظم القرى المحيطة به للتزود بالماء وسقي ماشيتهم إلا أن البئر اليوم أسيرة داخل مطار نبطيم العسكري ويمنع الوصول إليها.

## السكان
يبلغ عدد سكانها 800 نسمة.

## البناء
معظم بيوت القرية هي من الطوب ومسقوفة بالزنك البارد شتاءاً والحار صيفاً.